# Fumino Sugiyama
Fumino Sugiyama (杉山文野, Sugiyama Fumino, 10 de agosto de 1981) es un activista por los derechos transgénero y ex esgrimidor japonés. Es director co-representante de Tokyo Rainbow Pride, un festival anual que celebra la comunidad LGBT de Tokio y se ha desempeñado como miembro del Consejo de Promoción de la Sociedad de Igualdad de Género y Diversidad del Distrito de Shibuya, director de la Asociación Japonesa de Esgrima y del Comité Olímpico Japonés. También es autor de varios libros, incluido Double Happiness de 2006.

## Primeros años
Sugiyama nació el 10 de agosto de 1981 en Shinjuku, Tokio, el segundo hijo de Motoshige Sugiyama, el gerente del restaurante tonkatsu Suzuya en Kabukichō. Asistió a escuelas adjuntas a la Universidad Femenina de Japón, se graduó de la escuela secundaria en el año 2000 y entró en la Escuela de Educación de la Universidad de Waseda. Después de graduarse con una licenciatura, ingresó a la Escuela de Graduados en Educación de la universidad y se graduó allí con una maestría.

## Carrera atlética
Sugiyama, que anteriormente practicaba natación y kendo, se dedicó a la esgrima a la edad de 10 años porque "no veía ninguna diferencia entre los uniformes femenino y masculino", pero afirmó que no se sentía cómodo en el deporte debido a que estaba en el equipo femenino y era un deporte dominado por los hombres. Se unió al equipo de esgrima femenino en 2004, pero dejó el equipo en 2006. En 2012, se retiró de la esgrima, y luego afirmó que lo hizo después de que decidió declararse transgénero y no saber si sería aceptado por su equipo.

## Activismo
Después de dejar el equipo olímpico, Sugiyama publicó una autobiografía llamada Double Happiness, donde habló de su experiencia con la disforia de género, siendo el libro posteriormente traducido al coreano y convertido en manga, ilustrado por Miyuki Yorita.
En 2021, Sugiyama fue nombrado miembro de la Federación Japonesa de Esgrima y del Comité Olímpico Japonés, convirtiéndose en su primer miembro abiertamente transgénero de la junta. El Comité enfrentó una reacción violenta debido a que identificaron a Sugiyama como parte de su "cuota de mujeres", por lo que este se disculpó con Sugiyama poco después.
En 2023, se reunió con los representantes estadounidenses Mark Takano, Maxwell Frost, Alexandria Ocasio-Cortez, Frank Pallone y French Hill como parte de un viaje organizado por la Fundación Maureen y Mike Mansfield.

## Vida personal
Ha declarado que había luchado contra la disforia de género durante toda su vida antes de hacer la transición. En 2009, Sugiyama se sometió a una mastectomía y conoció a Gon Matsunaka, quien se convertiría en un compañero activista LGBT.  En 2018, su novia, con quien había estado saliendo desde 2008, anunció que dio a luz a una hija con la ayuda de una donación de esperma de Matsunaka. Sugiyama ha declarado que Matsunaka visita su casa para cuidar de su hija. En diciembre de 2020, su novia dio a luz a un hijo.